# Конзервација јавних бронзаних скулптура
Конзервација јавних бронзаних скулптура је активност посвећена очувању, заштити, те одржавању јавних, у отвореном простору постављених бронзаних скулптура.

## Проблеми везани за бронзане скулптуре на отвореном
Постоји читав низ утицаја које средина има на бронзане скулптуре. Како различита места на којима су постављени радови, укључујући различите услове околине, процедуре одабране за рад на једном месту можда неће бити ефективне на другом месту. Према томе, рестауратор конзерватора мора узети у обзир све факторе који утичу на конкретни споменик. Пре свега се ту ради о влажности ваздуха, температури, ултра љубичастим зрацима, те евентуалној близини мора, али и загађености ваздуха и у близини споменика присутним животињским и биљним светом. Ако се на пример ради о фонтани, у обзир треба узети и квалитет воде која залева исту — дали се ради о тврдој или мекој води, те дали је иста алкална или кисела. Такође важна је и доступност скулптуре додиривању од стране пролазника, као и може ли се на скулптуру попети или не.
Према Киперу, за бронзану скулптуру је посебно штетна и кисела киша. Њена су главна компонента сулфиди, односно сумпорна киселина, обоје врло штетно делују на патину и површину метала.
Услови околине којима је предмет изложен могу бити узрок различитих ефеката. Пре свега мисли се ту на црне инкрустације или беле прашкасте накупине, које могу утицати на перцепцију природне плаво зелене патине. Ако се не уклоне, ови проблеми могу изазвати распадање метала и формирање микроскопских ровова у бронзи.

## Бронзане фонтане
У овом случају елементи заштите су од посебне важности јер константан контакт са водом посебно погодује читавом низу корозијских процеса. Дакле, дебљина и број заштитних премаза овде је углавном већи него у другим јавним споменицима. У обзир треба обавезно узети и квалитет воде која натапа бронзу, како тврдоћу исте тако и пХ вредност . Постоји могућност да вода ствара беле превлаке, које дужим деловањем постају све дебље те их је потребно периодично уклањати. Провера стања те периодично одржавање у овом случају дакле морају бити знатно чешћи него код других типова јавне бронзане пластике.

## Стари и застарели методи конзервације
У касном 19. и раном 20. веку најчешће се у сврху чишћења археолошких бронзи користило хемијске или електорхемијске методе. Најчешћа је била локална апликација или потапање читавог предмета у хемикалију или електролит. Обично су ови поступци за последицу имали потпуно уклањање корозионих продуката, односно предмети су чишћени до чисте металне површине. Исто се може рећи и за релативно донедавно радо извођено пескарење. Површине третиране пескарењем више су личиле на камен пешчаник него на метал.

## Савремене методе очувања

### Успостављање услова
Пре било какве интервенције, потребно је детаљно дефинисати тренутно стање субјекта. Претходно укључује увид у претходно изведене захвате, израду детаљне фотографске документације, одређење степена структуралног интегритета, консултовање аутора (ако се ради о живућем аутору) односно власника дела, као и дефинисање потребног захвата, те еневентуално испитивање нових или разнородних поступака.
У складу са В. Науде и Г. Вхартон, 4 су основна степена утврђивања стања објекта, који они зову „Оутдоор Сцулптуре Цондитион Сурвеи”, односно Извештај о стању скулптуре на отвореном.
1. Технички опис и дефинисање стања . Поменуто пак претпоставља идентификацију материјала, одређење начина израде, одређење стања површине, те процену структуралног интегритета објекта, као и евентуалног ранијег одржавања. Напомене о последицама рутинског одржавања, поправки или интервенције су такође важне информације.
2. Препоруке за одржавање. Мора се базирати на сазнању о историји објекта, његовом стању и локацији, о расположивости власника и релативним потребама објекта у контексту читаве колекције. Препоруке за одржавање треба да укључе рутинску негу и периодичне интервенције.
3. Одређивање приоритета у дизајну. Конзерватор то одређује на основу сакупљених техничких информација. Ове приоритете треба вратити у однос са историјском уметношћу и приоритетима прикупљања средстава за пројекат.
4. Одређивање потребних ресурса. Цена радова у складу са различитим опцијама мора бити изражена било кроз новчану вредност односно број сати потребних за извођење захвата (како конзерватора, техничара, те других стручњака) . Ово је посебно важно ако радови неће бити изведени одмах. Све у свему, треба укључити и цену опреме и потрошног материјала.

## Чишћење, уклањање слојева корозије и других депозита

### Ручно
Механичко уклањање корозионих слојева и нечистоћа, најчешће уз коришћење скалпела, четкица од стаклених влакана или жице још увек представља класичан начин рада на јавној бронзаној пластици. Додатно се још може комбиновати са загревањем или растварачима, а код финијег рада исти се може вршити уз примену повећала или стереомикроскопа са ниским повећањем.

### Компримовани водени млаз
Ова често коришћена метода подразумева употребу млазне воде као главног начина рада. Системи специјално дизајнирани за ову сврху су развијени у свету, укључујући и могућност додавања абразива у водени млаз.

### Ласер
Употреба ласера за рад на јавној бронзи је сада уобичајена у свету. Након више од 30 година испитивања ласер се може препоручити као најпоузданији, најбржи и најпрецизнији алат за уклањање нежељених корозионих слојева и нечистоће са историјских објаката од метала. цена уређаја је још увек за наше услове висока (енглеска фирма Линтон продаје систем за чишћење ласером за 20 700 фунти стерлинга).

### Пескарење са стакленим перлама
Иако знатно поузданије од јако критикованог коришћења обичног песка или корунда и овај начин рада носи са собом и одређене опасности по предмет те га се никако не може препоручити за рад на јавној бронзаној пластици.

### Пескарење помоћу орахове љуске
За разлику од претходне ова метода се може препоручити за рад на чишћењу бронзаних скулптура. Осим орахове љуске може се користити и млевене кукурузне клипове те пластични гранулат.

### Пескарење са сувим ледом
Ова релативмо нова метода такође се може користити, нормално искључиво од стране одговарајуће обучених особа, као и примерен надзор радова.

### Пескарење помоћу натријум бикарбоната
Такође се може користити са систематским надзором радова.

## Збрињавање и одржавање јавне бронзане скулптуре — опште напомене
Кораке неопходне за јавне бронзане скулптуре, којима претходи провера стања споменика, најбоље је провести барем 2 пута годишње, уз надзор искључиво школованих или државно сертификованих конзерватора рестауратора метала:
1. Очистите површину чистом водом. У овом раду одмах идентификујте подручја на којима се вода сакупља, и третирајте их у даљем поступку уз посебну пажњу.
2. Направите нејонски сапун у води (однос у зависности од типа!), Не у металној посуди. Прати кружним покретима, четком од меке длаке, уз повремено испирање, све док не добијемо површину чисту од нечистоће, остатака птичјег измета, те других евентуално присутних материја.
3. Избегавајте да објекат темељито исушите. Процес се може убрзати коришћењем папирних салвета или плочица и нити.
4. Додати одабране пасте воска, све у танком и равном слоју. Површина може бити претходно угрејана гасним гориоником или боље пиштољем на врући ваздух (нипошто не прегрејати површину, може доћи до нежељене промене боје!).
5. Након што се восак охлади и осуши, очистите га до жељеног сјаја помоћу памучне тканине. На мањим површинама можемо користити четке.
6. Ако желите поновити кораке 4 и 5 док се метал не покрије на воском.
7. Уместо воска могу се користити и лакови, можемо издвојити Инцралац, лак развијен за заштиту бакарних легура на бази Паралоида Б 44 , те Ормоцер лакове, који су тренутно још увек у фази испитивања (још није решено питање реверзибилности и ефекта на боју и сјај третиране површине).

#### Књиге на језицима осим енглеског
- Salvi, A. Meteo e metalli. Conservazione e restauro delle sculture al aperto. Dal Perseo all arte contemporanea, Firenca 2007.
- Meissner, B.; Doktor, A.; Mach, M. Bronze und Galvanoplastik-Geschichte-Materialanalyse-Restaurierung, Dresden 2000.(online)
- Mach, M. Metallrestaurierung/Metal Restoration, Muenchen 1997.(online)
- Letardi, P.; Trentin, I.; Cutugno, G. Monumenti in bronzo all'aperto. Esperienze di conservazione e confronto, Genova 2004.

### Периодика
- A. W. Ruff, and W. T. Chase. „Practical Aspects of Using Walnut Shells for Cleaning Outdoor Sculpture” and „Successful Use of Soft Abrasives (Walnut Shells) for Cleaning Outdoor Bronze Sculpture by Air Jets”. Association for Preservation Technology Bulletin 25.3/4 (1994):70-76.
- Weil, Phoebe D. „The Conservation of Outdoor Bronze Sculpture: A Review of Modern Theory and Practice”, in Brown, B. Floyd, et al. Corrosion and Metal Artifacts — A Dialogue Between Conservators and Archaeologists and Corrosion Scientists: Gaithersburg, MD, Washington, D. C.: National Bureau of Standards, 1977.
- Smith, R. and A. Beale. 1986. An Evaluation of the effectiveness of various Plastic and wax coatings in Protecting Outdoor Bronze Sculpture exposed to Acid Rain, A Progress report. In Conservation of Metal Statuary and Architectural Decoration in Open-Air Exposure. Rome:ICCOM. 99-124.
- Sturman, Shelley, Julie Unruh, and Helen Spande. Maintenance of Outdoor Sculpture: An Annotated Bibliography. Washington, DC: National Institute for the Conservation of Cultural Property (now Heritage Preservation) 1996.
- Veloz, Nicolas F. „Development and Implementation of a New Method of Wax Application for Outdoor Sculpture Using Airless Sprayer”. Objects Specialty Group Postprints: (AIC, Norfolk, Virginia).compilers Virginia Greene and John Griswold. Washington, DC: The American Institute for Conservation, 1996.23-33.
- Roemich, Hannelore, ed. New Conservation Methods for Outdoor Bronze Sculptures, EUR 16637 EN, Directorate-General XII, Science, Research and Development. Luxembourg: Office for Official Publications of the European Communities, 1996.
- Robbiola, Luc, Christian Fiaud, and Stephane Pennec. „New Model of Outdoor Bronze Corrosion and Its Implications for Conservation”. ICOM Committee for Conservation Tenth Triennial Meeting, Washington, DC, 22-27 August 1993; Preprints: Washington, DC. ed. Janet Bridgland. Paris: ICOM Committee for Conservation, 1993. 796—802.
- Naylor, Andrew. „Modern Conservation of Outdoor Bronze Sculpture”. Monuments and the Millennium: Proceedings of a Joint Conference Organized by English Heritage and the United Kingdom Institute for Conservation: London: English Heritage, 2000. 91-96.
- Merk-Gould, L, R. Herskovitz and C. Wilson. „Field tests on removing corrosion from outdoor bronze sculptures using medium pressure water.” Journal of the American Institute for Conservation 37.2, (1998).
- Lins, Andrew, and Tracy Power. „The Corrosion of Bronze Monuments in Polluted Urban Sites: A Report on the Stability of Copper Mineral Species at Different pH Levels”. Ancient and Historic Metals: Conservation and Scientific Research. Eds. David A. Podany Jerry Consadine Brian B. Scott. Marina del Rey, CA: J. Paul Getty Museum and the Getty Conservation Institute, 1993, 119-52.
- Brostoff, L. B. and E. R. de la Rie. 1997. Research into protective coating system for outdoor sculpture and ornamentation. članak u METAL 95, Semur enAuxios, France, ed. I.D. MacLeod, S.L.Pennec and L. Robbiola. James & James Ltd. str.242-244.
- Koller, Johann, and Ursula Baumer. „Organische Überzüge Auf Metallen. Teil 2, Wachse Und Emulsionen (Organic Coatings on Metals. Part 2; Waxes and Emulsions)”. Arbeitsblatter Fur Restauratoren. Gruppe 19. Naturwissenschaftliche Untersuchungen 33.2 (2000): 227-41.
- M. Marabelli, G. D'Ercoli. „Protective coating systems for outdoor sculpture: weathering tests in marine environment”, presented in the international symposium: „Exposure 2001”, 7-10 November, 2001 at the Institut fur Restaurierung, Hildesheim, Germany.
- A. Beccaria, M. Marabelli, G. D'Ercoli. „Characterization of bronze corrosion and protection by contact probe measurements”, presentado en el congreso mundial del ICOM-CC Grupo de trabajo de metal: „Metal 2001”, 2-6 abril, 2001 a la Universidad de Chile, Santiago de Chile, Chile.
- Bierwagen, G, T. J. Shedlosky and K. Stanek. 2002. Developing and Testing a New Generation of Protective Coatings for Outdoor Bronze Sculpture. 2002 Athens Conference on Coatings Science and Technology, Vouliagmeni (Athens), Greece, Institute of Materials Science. Accepted for publication in Progress of Organic Coatings.
- M.P. Casaletto, C. Cirrincione, A. Privitera, V. Basilissi A Sustainable Approach to the Conservation of Bronze Artworks by Smart Nanostructured Coatings,članak u METAL 2016,New Delhi 2017,Conference Preceedings
- B.A. Dajnowski, J. Marczak, A. Sarzyński, M. Strzelec, J.L. Mass, A. Lins, S.I. Shah, R. Murray,T.P. Beebe Jr, Z. Voras Creating Laser Patinas on Copper Alloys: Origins of Colors and Their Implications on Copper Alloys,članak u METAL 2016,New Delhi 2017,Conference Preceedings
- W.A. Mohamed, M.M. Rifai, N.A.A. Ghany, M.S. Elmetwaly Testing Coating Systems for Bare and Patinated Outdoor Bronze Sculptures,članak u METAL 2016,New Delhi 2017,Conference Preceedings
- D.A. Jáuregui-Gónzalez, M. López-Arriaga, F.J. Rodríguez-Gómez, J. Contreras-Vargas Influence of the Application and Preparation of Wax Coatings Artificially Patined Bronze Surfaces,članak u METAL 2016,New Delhi 2017,Conference Preceedings
- A. Texier, A. Azéma, M. Bouichou, J. Legendre, C. Bottineau The Vendôme Column: Restoration of a Monumental Bronze in Paris,članak u METAL 2016,New Delhi 2017,Conference Preceedings
- M. Albini, C. Chiavari, E. Bernardi, C. Martini, L. Mathys, P. Letardi, E. Joseph Influence of Outdoor Bronze Alloying Elements on the Performances of a Biological Treatment,članak u METAL 2016,New Delhi 2017,Conference Preceedings
- M. Aufray, F. Aymard, M. Babnik, A. Balbo, F. Benetti, E. Bernardi, M.C. Bignozzi, C. Chiavari, M.-L. Desse,J. Esvan, N. Gartner, V. Grassi, C. Josse, B. Kamšek, M. Kete, T. Koršič, T. Kosec, L. Marchin, C. Martini,G. Masi, C. Monticelli, D. Perez, L. Robbiola, L. Škrlep, W. Sperotto, L. Valente, F. Zanotto B-IMPACT: A New Project for the Development of Eco-Friendly Non-Hazardous Protective Coatings for Outdoor Bronzes,članak u METAL 2016,New Delhi 2017,Conference Proceedings